# August Gottfried Schweitzer
August Gottfried Schweitzer, född 4 november 1788 i Naumburg, död 17 juli 1854 i Poppelsdorf, var en tysk agronom.
Schweitzer blev 1829 professor och föreståndare vid lantbruksläroanstalten i Tharandt och överflyttade 1846 som professor i jordbruk till Bonns universitet och förste föreståndare för den därmed förenade lantbrukshögskolan i Poppelsdorf. Han författade åtskilliga handböcker i jordbruk.